# Ральф Кроніг
Ральф Кроніг (нід. Ralph Kronig; 10 березня 1904 Дрезден — 16 листопада 1995) — нідерландський фізик-теоретик, член Нідерландської АН.
Народився в Дрездені. Закінчив Колумбійський університет. У 1931—1939 — лектор Гронінгенського університету, в 1939—1969 — професор і в 1959—1962 — ректор Делфтського технічного університету.
Роботи відносяться до спектроскопії, теорії молекулярних структур, теорії валентності, квантової механіки, ядерної фізики, фізики твердого тіла. Незалежно від Самуеля Гоудсміта і Джорджа Уленбека прийшов (початок 1925 року) до поняття спіна електрона. 1926 року незалежно від Гендріка Крамерса отримав дисперсійні співвідношення класичної електродинаміки (співвідношення Крамерса — Кроніга). Дав якісну картину поведінки електронів в кристалі, що складається з послідовності однакових потенційних бар'єрів і прямокутних потенційних ям (модель Кроніга — Пенні). У 1939 незалежно від Дж. Ван Флека запропонував механізм спін-ґраткових релаксації (механізм Кроніга — Ван Флека).
Отримав Медаль Макса Планка в 1962.